# Kínában történt légi közlekedési balesetek listája
A Kínában történt légi közlekedési balesetek listája a Kínában történt halálos áldozattal járó, illetve a kisebb balesetek, meghibásodások miatt történt, gyakran csak az adott légiforgalmi járművet érintő baleseteket is tartalmazza évenkénti bontásban.

## Kínában történt légi közlekedési balesetek

### 1955
- 1953. január 18. Santou. A kínai légvédelem lelőtt egy amerikai Lockheed P2V típusú felderítő repülőgépet. A gép 13 fős személyzetéből 11 főt sikerült kimentenie az Amerikai Partiőrségnek.[1]

### 1961
- 1961. november 6. Liaodong-félsziget. A kínai légvédelem lelőtt egy Lockheed P2V típusú felderítő repülőgépet. A gép 14 fős személyzete életét vesztette.[2]

### 1963
- 1963. június 19. Lincsuan kerület. A Kínai Légierő MiG–17-es vadászgépei lelőttek egy Lockheed P2V típusú felderítő repülőgépet. A gép 14 fős személyzete életét vesztette.[2]

### 1964
- 1964. június 11. Shandong-félsziget. A Kínai Légierő MiG–15-ös vadászgépei lelőttek egy Lockheed P2V típusú felderítő repülőgépet. A gép 13 fős személyzete életét vesztette.[2]